# 209 p.n.e.
| [ Edytuj tabelę ] |                                                                   |
| Król Baktrii      | - 230 p.n.e. Eutydemos 200 p.n.e.                                 |
| Król Bitynii      | - 229 p.n.e. Prusjasz I 182 p.n.e.                                |
| Cesarz Chin       | - 210 p.n.e. Qin Er Shi 207 p.n.e.                                |
| Władca Egiptu     | - 221 p.n.e. Ptolemeusz IV 204 p.n.e.                             |
| Król Ilirii       | - 212 p.n.e. Skerdylaidas 206 p.n.e.                              |
| Król Kapadocji    | - 220 p.n.e. Ariarates IV 163 p.n.e.                              |
| Władca Korei      | - 220 p.n.e. Jun 194 p.n.e.                                       |
| Król Macedonii    | - 221 p.n.e. Filip V 179 p.n.e.                                   |
| Król Numidii      | - 215 p.n.e. Syfaks 202 p.n.e.                                    |
| Król Partów       | - 217 p.n.e. Arsakes II 191 p.n.e.                                |
| Władca Pergamonu  | - 241 p.n.e. Attalos I 197 p.n.e.                                 |
| Król Pontu        | - 220 p.n.e. Mitrydates III 185 p.n.e.                            |
| Władca Seleucydów | - 223 p.n.e. Antioch III Wielki 187 p.n.e.                        |
| Król Sparty       | - 211 p.n.e. Pelops 199 p.n.e. - 211 p.n.e. Machanidas 207 p.n.e. |

Rok 209 p.n.e.
stulecia: IV wiek p.n.e. ~
III wiek p.n.e. ~
II wiek p.n.e.

lata: 219 p.n.e. «
213 p.n.e. «
212 p.n.e. «
211 p.n.e. «
210 p.n.e. «
209 p.n.e. »
208 p.n.e. »
207 p.n.e. »
206 p.n.e. »
205 p.n.e. »
199 p.n.e.

## Wydarzenia
Europa
- II wojna punicka:
  - luty – Nowa Kartagina została zdobyta i zniszczona przez Rzymian Publiusza Korneliusza Scypiona.
  - Rzymianie rozpoczęli kampanię przeciwko italskim sprzymierzeńcom Kartaginy. Hannibal pobił Rzymian pod Canusium.
  - Tarent, sprzymierzony z Hannibalem, odbity przez Rzymian.
- Attalos I, król Pergamonu, zawarł sojusz z Rzymem przeciwko Macedonii.
- Antioch III Wielki pokonał króla Partii Arsakesa II, po czym zawarł z nim pokój.

Azja
- sierpień – W Chinach wybuchło powstanie ludowe przeciwko Qin.